# 和田傳
和田 傳（わだ つとう、1900年（明治33年）1月17日 - 1985年10月12日）は、神奈川県厚木市生まれの小説家。一般的には「わだ でん」と呼ばれている。農村を舞台とした作品を得意とした。代表作に「沃土」、「大日向村」、「日本農人傳」、「鰯雲」などがある。

## 経歴
- 神奈川県愛甲郡南毛利村（現在の厚木市南毛利）の恩名に生まれる。祖父に禎吉、父に又三郎、母にそめを持つ。
- 1912年（明治45年）‐厚木中学（現神奈川県立厚木高等学校）へ進学。
- 1919年（大正7年）‐早稲田高等予科（現早稲田大学高等学院）に入学。
- 1921年（大正9年）‐早稲田大学仏文科に入学。
- 1923年（大正12年）‐早稲田大学仏文科を卒業。初めての作品となる「山の奥へ」を発表。
- 1925年（大正14年）‐厚木中学校初代校長の長女、大屋美津子と結婚。
- 1926年（大正15年）‐長女「梓」生まれる。
- 1937年（昭和12年）-「沃土」で第1回「新潮社文芸賞」を受賞。一躍有名となる。
- 1954年（昭和29年）‐日本農民文学会の初代会長となる。
- 1955年（昭和30年）‐神奈川文化賞を受賞。
- 1980年（昭和55年）‐勲四等旭日小綬章を受章。
- 1985年（昭和60年）‐厚木市初の名誉市民となる。同年10月24日、登戸病院で結腸ガンのため死去。享年85。

## 発表作品
小説の他、評論や随筆、伝記などを著した。
ここでは、再版・改訂版などは除いて、「小説名」（発表月日）で表記している。

### 小説
- 1923年（大正12年）
  - 「山の奥へ」（7月1日）

- 1924年（大正13年）
  - 「徒労」（4月1日）
  - 「峠」（7月1日）
  - 「巣中囁語」（11月1日）

- 1925年（大正14年）
  - 「黄道」（4月1日）
  - 「少年」（8月1日）

- 1926年（大正15年）
  - 「圄園」（2月1日）
  - 「勘兵衛とその死」（2月1日）
  - 「山峡記」（6月1日）
  - 「踊」（6月1日）
  - 「密漁と鮎とうぐひ」（7月1日）
  - 「応酬」（8月1日）
  - 「毒矢」（9月1日）
  - 「別宴」（9月1日）
  - 「野猿」（12月1日）

## 著書
- 自然・田園・農人 文明協会 1928 (文明協会ライブラリ)
- 平野の人々 砂子屋書房 1936
- 村落裸記 協和書院 1937
- 物置と納屋 沙羅書店 1937
- 沃土 砂子屋書房 1937
- 五風十雨 随筆集 砂子屋書房 1938
- 湿地 小説集 新選純文学叢書 新潮社 1938
- 螟虫と雀 短編集 新農民文学叢書 第1編 砂子屋書房 1938
- 生活の盃 新潮社 1938
- 風土 教材社 1938
- 海を渡る人々 教材社 1939
- 大日向村 朝日新聞社 1939
- 藁草履 新選随筆感想叢書 金星堂 1939
- 殉難 他三篇 新撰名作叢書 第1巻 金星堂 1939
- 家長 生活文学選集 春陽堂 1939
- 若い地 新潮社 1939 (土の文学叢書)
- 隣り同志 砂子屋書房 1939
- 生活の畝 昭和書房 1940
- 草原 河出書房 1940
- くろ土の唄 三笠書房 1940
- 平野の朝 実業之日本社 1941
- 船津伝次平 新潮社 1941 (土の偉人叢書)
- 部落の道 桜井書店 1941
- 麦笛 実業之日本社 1941
- 篤農伝 河出書房 1941
- 土に生きる人々 大日本雄弁会講談社 1941
- 二宮金次郎 小學館 1941.12 (子供のための傳記)
- 婦人が推進する町 静岡県磐田郡 翼賛図書刊行会 1942 (村の調査報告)
- 名町長の町 静岡県新居町 翼賛図書刊行会 1942 (村の調査報告)
- 熊沢蕃山 偕成社 1942 (伝記文庫)
- ここに泉涌く 海南書房 1942
- 野に母あり 錦城出版社 1942
- のにひかりあふれて 三省堂 1942
- 野の真珠 錦城出版社 1942 (国民文学叢書)
- 薔薇咲きて 小学館 1943
- 人々地につながりて 海南書房 1943
- 石川理紀之助 三省堂 1943
- 日本の村長 鶴書房 1943
- 山峡に人美はし 今日の問題社 1943
- 山彦 偕成社 1944
- 日本の農家の話 柴山教育出版社 1944
- 父祖の声 新潮社 1944 (新作青年小説叢書)
- 一糸紊れず 蚕糸界の先覚波多野鶴吉 農業之日本社 1944
- 日本の婦人 海南書房 1944
- よみがへる地平線 紀元社 1944
- 農村生活の伝統 新潮社 1944(新潮叢書)
- 増産班長 新太陽社 1945
- 草茅記 生活社 1946 (日本叢書)
- 霜雪 農業技術協会 1948
- 平野の虹 有恒社 1948
- 流域 海南書房 1948
- 沼 青朗社 1948 (書下し長篇選書)
- 金原明善 治水と植林の父 ポプラ社 1952 (偉人伝文庫)
- 上杉鷹山 勤倹殖産の父 偕成社 1952 (偉人物語文庫)
- 大原幽学 農村改革の先駆者 ポプラ社 1953 (偉人伝文庫)
- ペスタロッチ 愛の教育家 偕成社 1953 (偉人物語文庫)
- 宮沢賢治 野の天才詩人 ポプラ社 1954 (偉人伝文庫)
- 二宮尊徳 朝倉書店 1954
- 日本農人伝 巻1-5 家の光協会 1955
- 灯をかかげて かくれたる偉人 1-10 ポプラ社 1956
- 新しい村づくり 池田書店 1956
- 鰯雲 池田書店 1957  のち角川文庫
- 土を愛した人 国土社 1959 (みつばち図書館 1)
- 風の道 新潮社 1961
- 門と倉 第1-3部、続 家の光協会 1972-74
- 家父長 明治の詩 家の光協会 1977.10
- 和田伝全集 全10巻 家の光協会 1978-79

## 翻訳
- 田舎医者 バルザツク傑作叢書 新潮社 1923
- ラマンチョオ /ピエェル・ロテイ 新潮社 1924 (現代仏蘭西文芸叢書)
- 世界田園文学 名作選集 文教書院 1927
- 贋金 ラミュズ 三笠書房 1939
- 今昔物語 小学館 1942 (現代訳日本古典)
- 森の笛師 ジョルジュ・サンド ポプラ社 1951 (世界名作物語)
- 和田傳　單行本書目 （稀覯本の世界）